# India meridional

India meridional

La India meridional es la región del subcontinente indio que comprende los estados Andhra Pradesh, Karnataka, Kerala, Telangana y Tamil Nadu, así como los territorios de las Laquedivas y Pondicherry. Es la parte terminal de la meseta del Decán y limita al oeste con el mar arábigo, al este con el golfo de Bengala y al norte con las cordilleras de Vindhya y Satpura.
La India meridional fue habitada desde la antigüedad por los pueblos drávidas. El territorio posee lenguas drávidas y predominan cuatro alfabetos que la gente del norte de India no entiende. 